# Peritrichia flabellata
Peritrichia flabellata är en skalbaggsart som beskrevs av Schein 1959. Peritrichia flabellata ingår i släktet Peritrichia och familjen Melolonthidae. Inga underarter finns listade i Catalogue of Life.